# 格雷厄姆 (密蘇里州)
格雷厄姆（英語：Graham）是位於美國密蘇里州諾德韋縣的城市。

## 人口
根據2020年美國人口普查的數據，格雷厄姆的面積為0.69平方千米，皆為陸地。當地共有人口147人，而人口密度為每平方千米213人。